# The Gladeyes
THE GLADEYES（ザ・グラッドアイズ）は、ニュージーランドのダニーデン発祥のロック・ポップスバンドである。
このグループのメンバーは：
- クリス・キーオウ (Chris Keogh)（ギター、ヴォーカル）
- スチュ・ハーウッド (Stu Harwood) （ドラム、ヴォーカル）
- ローガン・バレンタイン (Logan Valentine)（ギター、ヴォーカル）
- アントニー・ランダー (Anthony Lander)（ベース、ヴォーカル）

またの名を SHIFTY CHRIS AND THE GLADEYES という。ニュージーランドの口語では Sifty は、スケベの様な意味で、GLADEYES は、目で色気を示す事。2003年9月に 1stアルバム“What to do?" (どうすればいいか？）を発売した。
ニュージーランドで大人気のバンド、例えば、The Verlaines (ザ・ヴェルレーヌズ)、Pan Am (パン・アム）、King Kapisi（キング・カピージ）などと共演したこともあり、ダニーデンで有名な音楽グループ　Alpha Cast (アルファ・キャスト）、Gestalt Switch （ゲシュタルト・スイッチュ）、Evolver（イヴォルヴァ）、Ritalin（リタリン）、El Shlong（エル・シュローング）、Dave (Brain Damage) Horizon （デーブ　“脳の損傷”　ホライゾン）、Operation Rolling Thunder（オペレーション・ローリング・サンダー）などとツアーを おこなったりする。
2003年 - 2004年の夏（日本では冬にあたる）にグラッドアイズはダニーデンで流行していた　Nagas（解散）と共にニュージーランド中の全国ツアーを おこなった。
また、オタゴ／サウスランド地方で "ロックスターを目指せ"とよく言われる国際的にも有名な大バンドコンクールBattle of the Bandsで勝ち上がり、ニュージーランドの首都オークランドでの本戦でも演奏した。
グラッドアイズはニュージーランドでの全国ツアー経験は 3回。2005年8月現在、新アルバムをレコーディング中で、国際ツアーの準備をしている。

## ディスコグラフィー

### The Gladeyes - What To Do? （2003年）
ドラマーStu Harwoodがレコーディング・プロデューサー
1. Life & Death Of A Protein
2. Deadly Species
3. Sixty-Eight
4. Alive & High
5. What To Do
6. It Won't Be Long